# 함께하는 저녁길 정은아입니다
함께하는 저녁길 정은아입니다는 KBS 1라디오에서 2016년 5월 9일부터 2018년 5월 26일까지 2년간 방송했던 라디오 프로그램이다.
진행자는 정은아이며, 방송시간은 월요일 ~ 토요일 오후 5시 25분부터 저녁 6시 57분까지이다.

## 오프닝 시그널
- Prelude - Piccadilly Circus

## 지역 방송국 프로그램
다음 지역 방송국 프로그램은 1부 시간인, 오후 5시 25분부터 오후 5시 56분까지 방송된다. 2부는 전국방송이다.
| 프로그램               | 방송권역      | 방송국  | 진행자         |
| ---------------------- | ------------- | ------- | -------------- |
| 공감 5시               | 강원도        | KBS춘천 | 정은숙         |
| 정보매거진             | 강원도        | KBS강릉 | 김경미         |
| 생방송 오늘 원주입니다 | 강원도        | KBS원주 | 김혜정         |
| 부산은 지금            | 부산광역시    | KBS부산 | 이지현         |
| 생방송 충청은 지금     | 충청북도 북부 | KBS충주 | 정지성         |
| 터놓고 말합시다 (월)   | 전라북도      | KBS전주 | 함윤호         |
| 전북은 지금 (화~금)    | 전라북도      | KBS전주 | 봉효정         |
| 라디오 매거진          | 전라남도      | KBS목포 | 김석훈         |
| 남도투데이             | 전라남도      | KBS광주 | 채윤아         |
| 행복충전 라디오세상    | 전라남도      | KBS순천 | 이주희         |
| 위풍당당 실버시대      | 울산광역시    | KBS울산 | 이성위, 임난주 |
| 생방송 경남            | 경상남도      | KBS창원 | 신석진         |
| 시사매거진 진주투데이  | 경상남도      | KBS진주 | 김현지         |